# マルビン・ホイットフィールド
マルビン・ホイットフィールド (Malvin ("Mal") Greston Whitfield、1924年10月11日 - 2015年11月19日)は、アメリカ合衆国の元陸上競技選手。男子800mで、1948年ロンドンオリンピックから2大会連続で金メダルを獲得したことで有名。

## 経歴
1924年にテキサス州で生まれたホイットフィールドは1943年に空軍に入隊する。第二次世界大戦後も空軍に在籍し、1950年代初頭には朝鮮戦争にも従軍している。
ホイットフィールドは、1948年ロンドンオリンピックの800mと4×400mリレーの2種目で金メダルを獲得、さらに400mでも銅メダルを獲得しこの大会で3つのメダルを獲得しその名を世界に知られるようになる。さらに、次の1952年ヘルシンキオリンピックでも、800mで前回大会に続き2大会連続の金メダル。4×400mリレーは連続の金メダルはならなかったものの銀メダルを獲得。オリンピックでは2大会で金3個、銀銅それぞれ1つずつの合計5個を獲得した。
ホイットフィールドのアメリカ国内の成績は、全米学生選手権では1948年で800m、翌年の880ヤードを制覇。さらに、AAU選手権では1949年から1951年まで800mを3連覇。1953年、1954年には880ヤード、1952年には400mを制している。また、国際大会でも、1951年のパンアメリカンゲームズの800mで優勝している。
1954年には、アマチュアスポーツで顕著な成績を残した選手に贈られるジェームスサリバン賞を受賞。黒人選手で同賞を獲得した初めての選手となる。3大会連続の出場が期待された1956年のメルボルンオリンピックには惜しくも選考されず、しばらくして競技から引退し、アメリカ合衆国国務省に勤務。アフリカへのスポーツ指導の任務に就く。その後、エチオピアにランナーのためのトレーニング施設の運営にあたった。